# كعكة فلان
كعكة فلان أو كعكة كريم كراميل (بالإنجليزية: Flan cake)‏هي كعكة إسفنجية أو شيفونية فلبينية تُخبز مع طبقة من كسترد الكَرَاميل في الأعلى ومغطاة بشراب الكَراميل. يمكن خبز الأنواع الجدية من كعكة الونيلية بمجموعة متنوعة من المكونات المضافة. مثال على ذلك هو استخدام كعكة أوبة أساسًت لها.